# Crawford County, Georgia
Crawford County är ett administrativt område, county, i delstaten Georgia, USA, med 12 630 invånare. Den administrativa huvudorten (county seat) är Knoxville. Countyt grundades 1822 och fick sitt namn efter William H. Crawford. 

## Geografi
Enligt United States Census Bureau har countyt en total area på 846 km². 842 km² av den arean är land och 4 km² är vatten.

### Angränsande countyn
- Monroe County, Georgia - nord
- Bibb County, Georgia - öst
- Peach County, Georgia - öst
- Houston County, Georgia - sydost
- Taylor County, Georgia - sydväst
- Macon County, Georgia - söder
- Upson County, Georgia - nordväst